# 沃尔特·布拉德福·坎农
沃尔特·布拉德福·坎农（英語：Walter Bradford Cannon，1871年10月19日—1945年10月1日）是一位美国生理学家，哈佛医学院榮譽退休教授，提出了“战斗或逃跑”的概念，主要作品有《一个研究员的处世之道》（The Way of an Investigator: a scientist's experiences in medical research）、 《身体的智慧》（The Wisdom of the Body）等。